# Суюл, Михалис
Михалис Суюл  (греч.  Μιχάλης Σουγιούλ , Айдын Малая Азия, 1 августа 1906 — Афины, 16 октября 1958) — один из самых известных греческих композиторов первой половины XX века в жанре лёгкой музыки.

## Молодость
Михаил Суюл (настоящая фамилия Суюлдзоглу) родился в 1906 году в малоазийском городе Айдын (в древности и византийский период город именовался Траллис — Τράλλεις).
Михаил приходился родственником Нелли Суюлдзоглу, также уроженке Айдына, ставшей в дальнейшем фотографом и получившей всемирную известность под именем «Nelly’s».
В начале века из 35 тысяч жителей этого османского города, коренное греческое население составляло от 11 тысяч человек согласно Д. Фотиадису:183 до 6 тысяч, согласно Я. Капсису:169.
После поражения осман в Первой мировой войне, в 1919 году, когда Суюлу было 13 лет, по мандату Антанты, греческая армия заняла западное побережье Малой Азии. В дальнейшем Севрский мирный договор 1920 года закрепил контроль региона за Грецией, с перспективой решения судьбы региона через 5 лет, на референдуме населения:16.
Завязавшиеся здесь бои с кемалистами стали приобретать характер войны.
Претензии Италии на тот же регион привели к тому, что итальянцы стали оказывать поддержку туркам, в результате чего стала возможной Резня в Айдыне в июне 1919 года, устроенная иррегулярными и регулярными турецкими частями. Греческая армия отбила город, но большинство выживших жителей предпочли остаться в Смирне.
Геополитическая ситуация изменилась коренным образом и стала роковой для греческого населения Малой Азии после парламентских выборов в Греции, в ноябре 1920 года. Под лозунгом «мы вернём наших парней домой» на выборах победили монархисты. Возвращение в Грецию германофила короля Константина освободило союзников от обязательств по отношению к Греции. У, Черчилль, в своей книге «Aftermath» (стр. 387—388) писал: «Возвращение Константина расторгло все союзные связи с Грецией и аннулировало все обязательства, кроме юридических. С Венизелосом мы приняли много обязательств. Но с Константином, никаких. Действительно, когда прошло первое удивление, чувство облегчения стало явным в руководящих кругах. Не было более надобности следовать антитурецкой политике»:30.
Отец Михалиса, богатый торговец кожей, не стал ожидать развития событий, которые завершились Смирненской резнёй, истреблением и изгнанием коренного греческого населения Ионии,
Располагая достаточным капиталом, семья Суюлдзоглу переехала в Афины уже в 1920 году (по другим данным в конце 1921 года, за 6 месяцев до Смирненской резни).
Михалис начал заниматься музыкой ещё в Смирне, но по сути был пианистом-самоучкой.
Первая возможность предстать перед публикой ему предоставилась летом 1924 года в Триполи, где он отдыхал с семьёй. Родители были против его музыкальной деятельности.
Совершив непродолжительную поездку в Марсель, для получения музыкального образования он вернулся в Грецию, где там же, в Триполи, ему была предложена работа профессиональным музыкантом.

## Начало карьеры
Летом 1925 года Михалис создал свой джазовый оркестр.
Одновременно он начал своё сотрудничество, в качестве аккордеониста, с известными тогда оркестрами аргентинца «короля танго» Эдуардо Бьянко (1892—1959) и Т. Пападопулоса, начал писать песни, некоторые из которых были записаны на диски.
В 1929 году женился на 18-летней Христине Пападопулу, с которой имел две дочки (в 1935 году чета развелась).
Гастролируя по Западной Европе с аргентинским оркестром Бьянко, в 1931 году он избрал себе более удобный для публики псевдоним «Суюл».
В результате сотрудничества с аргентинцем, Михалис написал свои первые танго, одно из которых, «Что тянет меня к тебе», написанное в 1937 году и в исполнение Софии Вембо, стало первым его большим успехом.
В том же, 1937, году он женился на Евдокии Папалеонтиу, с которой имел двух детей.
Он выступает в ночных заведениях и театрах и его успехи как композитора следуют один за другим.

## Вторая мировая война
28 октября 1940 года итальянские войска вторглись в Грецию из Албании.
Греческая армия отразила итальянское нападение и перенесла военные действия на албанскую территорию.
Самым неожиданным образом, Суюл, композитор лёгкого жанра, стал композитором известных фронтовых песен.
Одной из самых известных фронтовых песен, если не самой известной, стала песня «Ребята, Эллады ребята» («Παιδιά της Ελλάδος Παιδιά»). Примечательно, что это была довоенная песня Суюла из музыкального театрального обозрения, именовалась «Зухра» и имела восточные музыкальные оттенки. Первоначальные стихи Э. Саввидиса были заменены военными стихами М. Трайфороса и в исполнении Софии Вембо песня стала самой популярной у фронтовиков и остаётся и сегодня самой узнаваемой песней той войны.
В течение греко-итальянской войны (1940—1941) Суюл написал и две новые фронтовые песни : «Две любви» и «Нас разделяет война».
Одновременно он принимал участие в гастролях музыкальных трупп в прифронтовую зону.

## После войны
После завершения тройной, германо-итало-болгарской, оккупации Греции (октябрь 1944), почти все новые песни Суюла становятся успехами. В его композиторской деятельности доминируют танго, вальс, чарльстон и др.
В начале 1950-х годов он стал писать песни для кинематографа. Многие из тех песен популярны и сегодня

## Архондо-рембетико
Музыкальное течение Ребетико выражало пролетарские и маргинальные люмпен-пролетарские слои населения и в предвоенные годы преследовалось властями.
Поводом возникновения нового течения стали театральные постановки и обозрения с «народной тематикой».
Повторяя ритмы и другие характеристики рембетика, вместе с тем новое течение использовало оркестры и инструменты лёгкой музыки, в силу чего получило имя Архондо-ребетико (Благородное рембетико или Рембетико господ — αρχοντορεμπέτικο).
Суюл стал одним из первых и наиболее ярких выразителей этого течения.
Его первое «архондоребетико» «Последний трамвай» было написано в 1948 году, для обозрения «Люди, люди» и в исполнении Сперандзы Врана встретило восторженную реакцию публики.
И последующие его работы в этом стиле имели огромный успех и способствовали тому, что само рембетико, имевшее до того полу—подпольный статус, вышло на свет и получило признание средних и высоких слоёв общества.

## Пик творчества
Суюл написал более 700 песен (танго, романсы, вальсы, кантаты, народные, патриотические) и все с большим коммерческим успехом.
Он написал музыку к 45 театральным постановкам и обозрениям и 10 кинематографическим фильмам и, одновременно, возглавлял оркестры в ночных заведениях.
Среди самых известных его песен, которые в Греции поют и через полвека после его смерти, включаются: «Оставь свои локоны», «Если бы ты пришла ненадолго», «У месяца девять дней», «Сегодня девочка хочет на море», «Одна у нас жизнь», «Открой ещё одну бутылку», «Чётные — нечётные», «Сотрите меня с карты» и многие другие.
Михалис Суюл сотрудничал с самыми популярными исполнителями того времени, Софией Вембо, Данаи, Кети Белинда, Тони Марудасом, Стелла Грека, Никосом Гунарисом и др..
Он был членом Общества театральных писателей и композиторов, директором департамента в Организации национального радиовещания и фирм звукозаписи Columbia Records и Parlophone (в Греции).
Михалис Суюл умер в Афинах от (второго) инсульта в 1958 году.